# Lista de deputados estaduais do Rio Grande do Norte da 57.ª legislatura
Esta é a lista de deputados estaduais do Rio Grande do Norte para a legislatura 57ª legislatura (1999–2003).

## Composição das bancadas
| Partido | Líder                   | Bancada | Posição      |
| ------- | ----------------------- | ------- | ------------ |
| PMDB    | Carlos Eduardo Alves    | 8 / 24  | Governo      |
| PFL     | Robinson Faria          | 5 / 24  | Oposição     |
| PPB     | Nelson Freire           | 3 / 24  | Governo      |
| PL      | Nelter Queiroz          | 2 / 24  | Oposição     |
| PSB     | Márcia Maia             | 2 / 24  | Oposição     |
| PT      | Fátima Bezerra          | 1 / 24  | Oposição     |
| PTB     | Raimundo Freitas Júnior | 1 / 24  | Oposição     |
| PSDB    | Pedro Melo Filho        | 1 / 24  | Independente |
| PDT     | Leonardo Arruda         | 1 / 24  | Independente |

## Deputados Estaduais
Estavam em jogo 24 cadeiras da Assembleia Legislativa do Rio Grande do Norte.
| Número | Deputados estaduais eleitos | Partido | Votação | Percentual | Cidade onde nasceu   | Unidade federativa  |
| 15222  | Álvaro Dias                 | PMDB    | 45.260  | 4,03%      | Natal                | Rio Grande do Norte |
| 15180  | Carlos Eduardo Alves        | PMDB    | 41.689  | 3,71%      | Rio de Janeiro       | Rio de Janeiro      |
| 40111  | Márcia Maia                 | PSB     | 41.269  | 3,68%      | Natal                | Rio Grande do Norte |
| 13113  | Fátima Bezerra              | PT      | 30.697  | 2,73%      | Nova Palmeira        | Paraíba             |
| 15141  | José Dias                   | PMDB    | 28.948  | 2,58%      | Umarizal             | Rio Grande do Norte |
| 15123  | Wober Júnior                | PMDB    | 28.452  | 2,53%      | Natal                | Rio Grande do Norte |
| 25111  | Robinson Faria              | PFL     | 27.645  | 2,46%      | Natal                | Rio Grande do Norte |
| 11111  | Ricardo Motta               | PPB     | 27.326  | 2,43%      | Natal                | Rio Grande do Norte |
| 22206  | Nelter Queiroz              | PL      | 27.211  | 2,42%      | Jucurutu             | Rio Grande do Norte |
| 15144  | Frederico Rosado            | PMDB    | 26.208  | 2,33%      | Mossoró              | Rio Grande do Norte |
| 25125  | Alexandre Cavalcanti        | PFL     | 24.275  | 2,16%      | São Paulo do Potengi | Rio Grande do Norte |
| 11122  | Nelson Freire               | PPB     | 23.196  | 2,07%      | Natal                | Rio Grande do Norte |
| 15122  | Tarcísio Andrade            | PMDB    | 22.334  | 1,99%      | Natal                | Rio Grande do Norte |
| 15121  | Elias Fernandes Neto        | PMDB    | 22.073  | 1,97%      | Pau dos Ferros       | Rio Grande do Norte |
| 14111  | Raimundo Freitas Júnior     | PTB     | 21.374  | 1,90%      | Mossoró              | Rio Grande do Norte |
| 15120  | Sandra Rosado               | PMDB    | 19.911  | 1,77%      | Mossoró              | Rio Grande do Norte |
| 11102  | Ronaldo Soares              | PPB     | 19.694  | 1,75%      | Assu                 | Rio Grande do Norte |
| 22220  | Vidalvo Costa               | PL      | 19.623  | 1,75%      | [ nota 1 ]           | [ nota 2 ]          |
| 25110  | Getúlio Rêgo                | PFL     | 19.550  | 1,74%      | Portalegre           | Rio Grande do Norte |
| 45111  | Pedro Melo Filho            | PSDB    | 19.524  | 1,74%      | Natal                | Rio Grande do Norte |
| 25112  | Ruth Ciarlini               | PFL     | 19.480  | 1,74%      | Mossoró              | Rio Grande do Norte |
| 25221  | José Adécio Costa           | PFL     | 19.147  | 1,71%      | Pedro Avelino        | Rio Grande do Norte |
| 40133  | Antônio Jácome              | PSB     | 14.118  | 1,26%      | Sousa                | Paraíba             |
| 12111  | Leonardo Câmara             | PDT     | 12.796  | 1,14%      | João Pessoa          | Paraíba             |